# Cesta ven (seriál)
Cesta ven (v anglickém originále From, stylizováno jako FROM) je americký sci-fi hororový televizní seriál, který vytvořil John Griffin. První díl byl premiérově uveden 20. února 2022 na stanici Epix. V dubnu 2022 byl seriál rozšířen o druhou sezónu, která byla uváděna od 23. dubna 2023 na stanici MGM+ (dříve Epix). V červnu 2023 získal seriál třetí sezónu, jejích úvodní díl byl odvysílán 22. září 2024 na MGM+.

## Děj
V děsivém městě kdesi v Americe, které uvězní ty, kdo vstoupí, se jeho vystrašení obyvatelé snaží zůstat naživu. Jsou však ohrožovaní děsivými nočními tvory z okolních lesů. Všichni přeživší obyvatelné hledají cestu ven z města. U toho odkrývají tajemství ukrytá ve městě i mimo něj.

## Obsazení

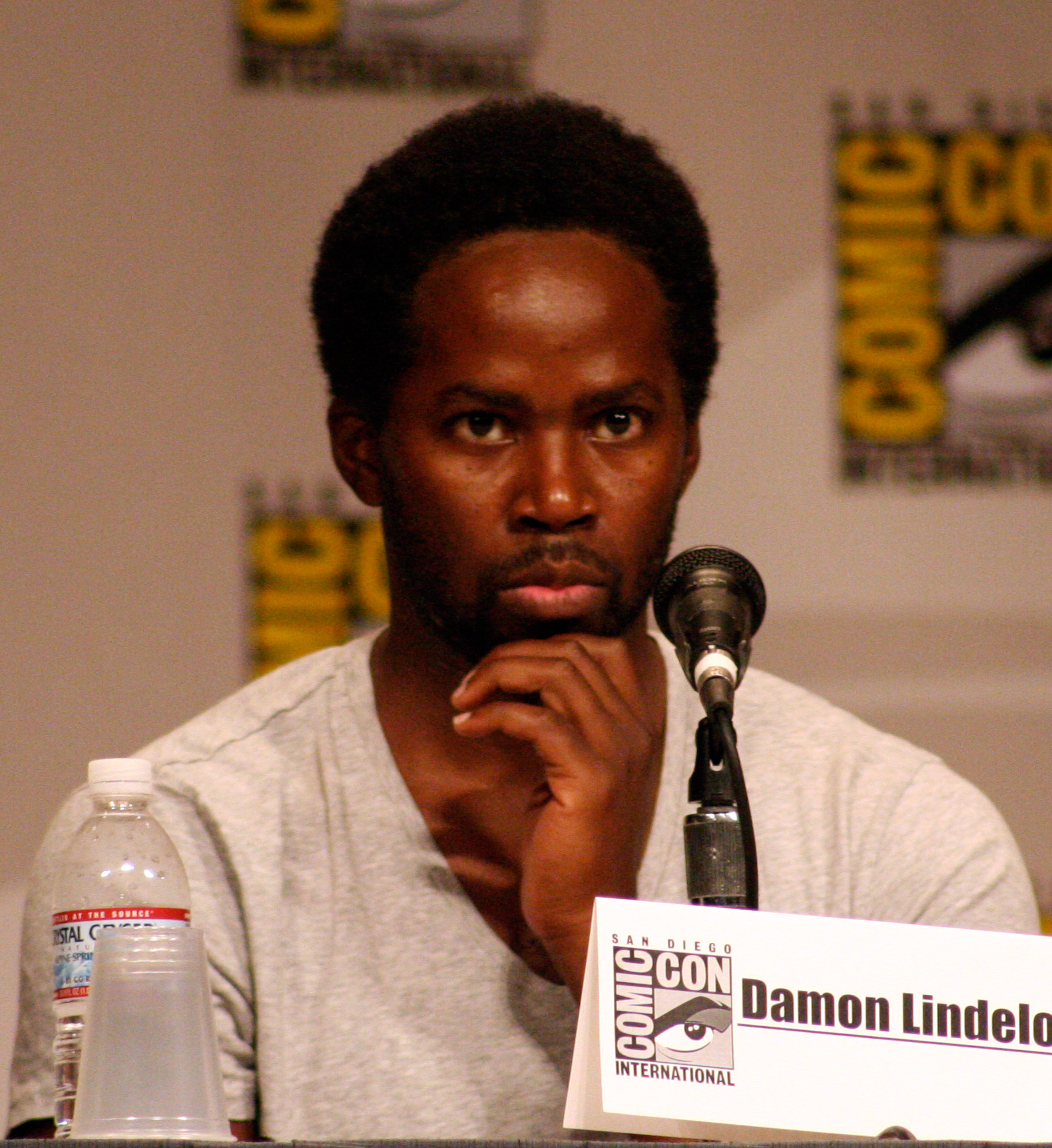
Harold Perrineau hraje Boyda Stevense

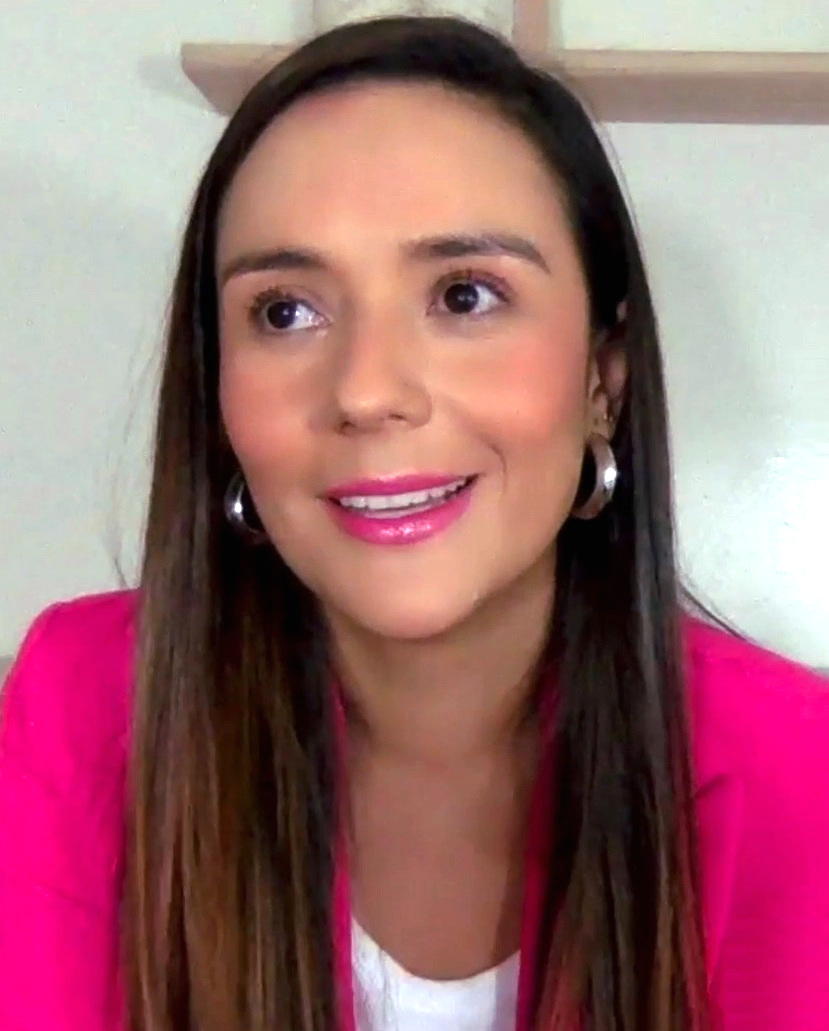
Catalina Sandino Moreno hraje Tabithu Matthewsovou

- Harold Perrineau jako Boyd Stevens, samozvaný šerif a de facto starosta města, který se odcizil svému synovi Ellisovi. Je vysloužilým veteránem americké armády, který sloužil v Afghánistánu a Iráku. Musel zabít svou ženu Abby během jejich pobytu ve městě, kde je i pohřbena.
- Catalina Sandino Moreno jako Tabitha Matthewsová, Jimova manželka a matka dětí Julie a Ethana, kteří jsou společně nově příchozími do města. Stále truchlí nad nedávnou ztrátou svého nejmladšího dítěte Thomase.
- Eion Bailey jako Jim Matthews, Tabithin manžel a otec Julie a Ethana, který žije ve městě se svou ženou a synem. Spolupracuje s ostatními, aby našel způsob, jak uniknout z města a kontaktovat vnější svět.
- David Alpay jako Jade Herrera, bohatý softwarový vývojář, který do města přijíždí ve stejný den jako rodina Matthewsových. Navzdory své inteligenci je k obyvatelům města arogantní a drsný a postupně se vyrovnává s novými okolnostmi.
- Elizabeth Saunders jako Donna Raines, vůdce obyvatel v Colony House, kteří žijí odděleně od zbytku města.
- Shaun Majumder jako otec Rudra Khatri, kněz města a hlas rozumu v místní komunitě. Po jeho smrti se nadále objevuje před Boydem jako halucinace.
- Scott McCord jako Victor Kavanaugh, zvláštní obyvatel Colony House, který byl ve městě uvězněn od mládí. Eli Arsenault ztvárňuje Victora jako dítě.
- Ricky He jako Kenny Liu, Boydův zástupce a jeho pravá ruka, který žije se svými stárnoucími rodiči v městě.
- Chloe Van Landschoot jako Kristi Miller, lékařka a bývalá zdravotní sestra, která se vstupem do města odloučila od své snoubenky.
- Pegah Ghafoori jako Fatima Hassan, Ellisova přítelkyně, později jeho manželka a jedna z obyvatelů Colony House.
- Corteon Moore jako Ellis Stevens, Boydův syn, který žije v odloučení od svého otce v Colony House.
- Hannah Cheramy jako Julie Matthews, dospívající dcera Jima a Tabithy a starší sestra Ethana, která se rozhodla žít v Colony House, kde se spřátelila s Ellisem a Fatimou.
- Simon Webster jako Ethan Matthews, malý syn Jima a Tabithy a mladší bratr Julie, který žije se svými rodiči.
- Avery Konrad jako Sara Myers, Nathanova sestra, která pracuje v místní restauraci. Trpí častými halucinacemi, které jí přikazují zabít ostatní obyvatele města.
- Paul Zinno jako Nathan Myers (1. řada), bratr Sary, který žije také ve městě a stará se o hospodářská zvířata.
- Elizabeth Moy jako Tian-Chen Liu, Kennyho matka a manželka Bing-Qian, která provozuje restauraci ve městě.
- Deborah Grover jako Tillie (od 2. řady), stárnoucí bezstarostná žena a jedna z cestujících autobusu, která přijíždí do města
- Angela Moore jako Bakta (od 2. řady), řidička autobusu, který nevědomky přivádí do města mnoho nově příchozích.
- Kaelen Ohm jako Marielle Sinclair (od 2. řady), Kristiina snoubenka, dětská sestra a jedna z cestujících v autobuse, který přijíždí do města.
- AJ Simmons jako Randall Kirkland (od 2. řady), muž, který se vždy rychle rozzlobí a je jedním z cestujících v autobuse, který přijíždí do města.
- Nathan D. Simmons jako Elgin Williams (od 2. řady), jeden z cestujících v autobuse, který měl už před příjezdem prorocké sny o městě.
- Robert Joy jako Henry Kavanaugh (3. řada), Victorův otec, který žil ve vnějším světě a celou dobu věřil, že jeho syn je mrtvý.
- Samantha Brown jako Dani Acosta (3. řada), policistka, která je přivedena do města poté, co zachránila Tabithu a Henryho ve vnějším světě při autonehodě.